# Oswald von Fabrice

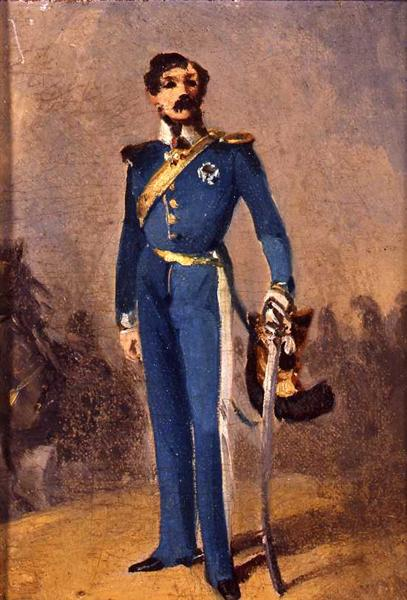
Oswald von Fabrice (ca. 1845)
Maler: Louis Ferdinand von Rayski, Öl auf Leinwand, 17 × 12 cm,
Galerie Neue Meister, Dresden

August Friedrich Oswald Freiherr von Fabrice (* 8. Januar 1820 in Bonn; † 3. Juni 1898 in München) war ein hoher sächsischer Staatsbeamter.

## Leben
Oswald Freiherr von Fabrice trat 1852 in sächsische Dienste ein und stieg zum Königlich Sächsischen Geheimen Rat, 1869 zum Gesandten in London und 1874 zum außerordentlichen Gesandten Sachsens in München auf. Sein Bruder Alfred von Fabrice war langjähriger Kriegsminister des Königreichs Sachsen.

## Herkunft
Er stammt aus dem hessischen Grafengeschlecht Fabricius, das in drei Hauptlinien geadelt wurde und am Ende des 17. Jahrhunderts statt Schmidt meist die romanisierte Namensform „von Fabrice“ annahm. Stammvater ist Weyprecht Schmidt genannt Fabricius (1551–1610). Oswald von Fabrice selbst (später Freiherr) war ein Sohn des sächsischen Majors Friedrich Joseph Anton von Fabrice (1786–1850), der als Teil der Besatzungsarmee nach dem Sieg über Napoleon in Frankreich verblieben war. Seine Mutter war Charlotte Luise von Weißenbach (1798–1855). Weitere Söhne waren der ältere Alfred von Fabrice (1818–1891) und der jüngere Bernhard von Fabrice (1827–1866), der Ida Gräfin von Schönburg-Glauchau und Waldenburg heiratete.

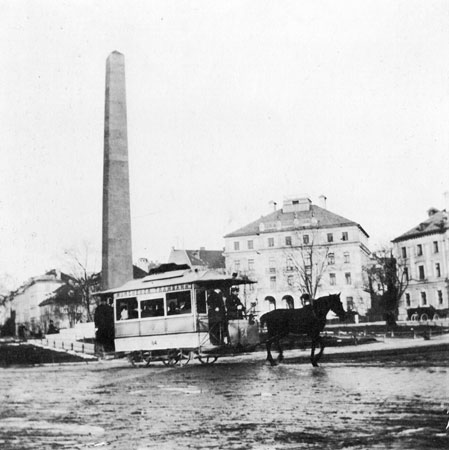
Großbürgerliche Münchner Wohnung der Eheleute von Fabrice im Palais am Karolinenplatz 2- ein gesellschaftlicher Treffpunkt der Prinzregentenzeit

## Familie
Mit 24 Jahren heiratete Oswald am 4. Januar 1844 in Dresden Helene Gräfin von Reichenbach-Lessonitz (* 1825 auf Schloss Wilhelmshöhe; † 1898 in München), die sehr vermögende, jüngste Tochter des reichen Kurfürsten Wilhelm II. von Hessen und seiner zweiten Ehefrau Gräfin Emilie von Reichenbach-Lessonitz geborene Ortlöpp.
Ihr einziger Sohn, Wilhelm Friedrich Maximilian Freiherr von Fabrice (* 1845 in Dresden; † 1914 in München), war zeitweise Kurfürstlicher Hessischer Kammerherr des letzten Kurfürsten Friedrich Wilhelm I. (Hessen-Kassel). Maximilian war der letzte männliche Namensträger dieser Familienlinie. Er heiratete 1874 in Dresden die ungarische Ilma Gräfin Almasy von Zsadany und Török-Szent-Miklos (* 1842 in Budapest; † 1914 auf Schloss Gottlieben) und hatte mit ihr fünf Kinder, von denen einige auf dem gekauften Schloss Gottlieben am Bodensee geboren wurden. Schloss Gottlieben wurde 1950 an die Schweizer Opernsängerin Lisa della Casa (* 1919; † 2012) mit ihrem Mann Dragan Debeljevic verkauft.
Fast alle Töchter waren mehrfach verheiratet.
- Ellinka (30. Mai 1875–19. August 1938) ⚭ Paul von Gans; ⚭Haupt, Graf von Pappenheim
- Luigina (30. Juli 1876–29. April 1958) ⚭ Maler Walter Sturtzkopf; ⚭Bocking; ⚭von Simpson; ⚭Tietjens
- Ilma (28. März 1877) ⚭ Maler Carl Halm-Nicola
- Blanches (5. April 1880–1. Juni 1968) ⚭ Schriftsteller Emanuel von Bodman; ⚭ Schriftsteller Dr. phil. Wilhelm Schäfer
- Agnes (28. Dezember 1881–5. November 1964) ⚭ Walther von Stockar-Scherer-Castell (1878–1938) von Schloss Castell

Die einzige Tochter des Oswald von Fabrice war die 1846 in Dresden geborene Freiin Ilka von Fabrice (1846–1907). Sie war Schülerin des Franz von Lenbach und mitbegründete 1882 den Münchner Künstlerinnenverein. Oftmals malte sie unter dem Namen Carl Freibach. Später lebte und starb sie als Malerin in Florenz.